# Lizzie Freeman
Elizabeth Rose Freeman, detta Lizzie (2 novembre 1992), è una doppiatrice statunitense.
È nota per aver doppiato Trish Una in Le bizzarre avventure di JoJo: Vento aureo, Chizuru Mizuhara in Rent-A-Girlfriend, Chisato Nishikigi in Lycoris Recoil e Pomni in The Amazing Digital Circus. Inoltre, dal 2020 al 2022 è stata doppiatrice di Meggy Spletzer in SMG4 e di Amda in Murder Drones.